# Sameice
Sameice é uma povoação portuguesa do Município de Seia que foi sede da extinta Freguesia de Sameice, freguesia que tinha 9,45 km² de área e 367 habitantes (2011), e, por isso, uma densidade populacional de 38,8 hab/km².
A Freguesia de Sameice foi agregada à Freguesia de Santa Eulália, criando-se a União das Freguesias de Sameice e Santa Eulália.

## População
| Totais e grupos etários | Totais e grupos etários | Totais e grupos etários | Totais e grupos etários | Totais e grupos etários | Totais e grupos etários | Totais e grupos etários | Totais e grupos etários | Totais e grupos etários | Totais e grupos etários | Totais e grupos etários | Totais e grupos etários | Totais e grupos etários | Totais e grupos etários | Totais e grupos etários | Totais e grupos etários |
| ----------------------- | ----------------------- | ----------------------- | ----------------------- | ----------------------- | ----------------------- | ----------------------- | ----------------------- | ----------------------- | ----------------------- | ----------------------- | ----------------------- | ----------------------- | ----------------------- | ----------------------- | ----------------------- |
|                         | 1864                    | 1878                    | 1890                    | 1900                    | 1911                    | 1920                    | 1930                    | 1940                    | 1950                    | 1960                    | 1970                    | 1981                    | 1991                    | 2001                    | 2011                    |
| Total                   | 846                     | 860                     | 765                     | 790                     | 770                     | 612                     | 679                     | 633                     | 661                     | 655                     | 594                     | 539                     | 510                     | 397                     | 367                     |

| 0-14 anos | 15-24 anos | 25-64 anos | 65 e + anos |
| 49 \| 33  | 49 \| 32   | 193 \| 201 | 106 \| 101  |
| -33%      | -35%       | +4%        | -5%         |

## Toponímia
Situada nas margens do Rio Seia, um afluente do Mondego, Sameice é de ascendência arábica. O substantivo "sahar" foi associado a "maysan" que significam "Estrela da Manhã". Depois das influências latinas, o vocábulo manteve-se fiel à sua origem, embora tenha sofrido algumas alterações até se assemelhar cada vez mais ao nome que tem hoje, passando então a chamar-se "Sameyze".

## História
De acordo com o que foi possível apurar, os primeiros invasores - os Visigodos - depararam-se com dois aspetos diferentes no terreno: um bastante rochoso e o outro com terras férteis para a agricultura, o que os levou a diferencia a localidade como a que tinha dois tipos de terrenos: "Aqui constrói-se, ali semeia-se". Surgiu assim a palavra “sameia-se” (a qual originou o termo acima descrito “Sameyze”) e, por fim, a palavra sofreu uma evolução para a designação que hoje tem a Freguesia de "Sameice".
Deduz-se que esta localidade tenha sido herança de D. Dulce, mulher de D. Sancho I, cavaleiro da Ordem de Aviz e um dos povoadores de Seia, ou que a Rainha D. Dulce tenha comprado Sameice aos cavaleiros-vilãos e aos cavaleiros-fidalgos, pois já possuia grandes posses nesta zona da Serra da Estrela.
Após a sua morte em 1256, sua filha, a Rainha Santa Mafalda, herdou muitos dos seus bens, incluindo a vila rural de "Sameyze"; e esta terá legado em seu testamento toda a herdade à Ordem de Calatrava (ou Ordem de Avis), exceto os animais.
Este território pertenceu ao Leonês-Portucalense de Sena, libertado pelo Rei D. Fernando I, "O Magno", entre 1035 e 1057, e foi povoado e redistribuido no século XII, época em que Portugal se tornou independente, marcando a instalação da Freguesia e a fundação da Igreja Matriz.
No reinado de D. João III, no ano de 1527 foi organizado o "Cadastro da População", sendo Sameice nessa data a maior povoação, com 71 moradores. No ano de 1878, numa altura em que a Freguesia já não integrava o Concelho do Casal, mas sim o do Ervedal, já contava com 860 habitantes.

## Património
Sameice tem vários locais históricos tais como: a Fonte do Amieiro, o monumento mais antigo desta localidade, de estilo Manuelino, restaurada em 862; a Fonte do Outeiro de Cima e a Fonte do Outeiro de Baixo e ainda a Fonte da Vila, a Fonte do Bebedoro e a Fonte da Rua dos Paços.
O Solar dos Condes de Arnoso, ou Solar da Quinta da Boavista, anteriormente pertença dos Condes de Murça, foi restaurado pelo dramaturgo Vicente Arnoso, neto da 3ª geração de Condes, descendente pelo lado materno da Casa dos Condes de Murça.
Existe também outro Solar na antiga vila, datado do século XVII, que pertenceu, inincialmente, ao Cavaleiro Comendador da Ordem de Cristo, e foi preservado até aos dias de hoje. Era uma construção que ostentava o brasão da familia Castelo-Branco, mas parte do Solar, assim como o Brasão, foram vendidos ao Conde de Arnoso e este Brasão foi substituido por uma Cruz de granito.
A Capela de S. Sebastião e S. Pedro, uma das mais antigas, tem como principal característica o facto do púlpito ser no exterior. Foi restaurada em 1956 e voltou novamente a ser objeto de obras de beneficiação em 1984.
A Capela de Stº António serviu de Igreja Paroquial durante os anos em que o edificio esteve encerrado ao culto. Em virtude de uma violenta trovoada em 1946, a Torre da Igreja foi atingida por uma faísca tendo-se desmoronado, levando também parte do telhado. A inauguração desta reconstrução deu-se em 1953. Localiza-se na antiga "Villa"e da sua vistosa fachada principal salientam-se as guarnições artísticas em cantaria de granito, onde está gravada a data da sua construção - 1803.
A Igreja Matriz, cujo patrono é São Martinho, foi construida em 1799 (data gravada na fachada principal), no entanto a Igreja Paroquial parece remontar ao reinado de D. Sancho I (entre 1185 e 1211), época em que veneravam aqui o seu Santo Padroeiro desde principios do século XII e meados do século XIII. Este Templo apresenta os estilos romântico e renascentista. O Altar-Mór e os altares laterais são trabalhados em talha dourada; a Cruz da Ordem de Avis, igualmente em talha dourada, está no topo do retábulo do Altar-Mór. Tem um púlpito no lado esquerdo, construido totalmente em granito, com a data gravada de 1693. A Pia Baptismal é igualmente em granito e enquadrada por um painel de azulejos reproduzindo o baptismo de Jesus. Possui um magnifico Adro (com cerca de 1hectar), que enquadra um Cruzeiro onde se encontra a Nossa Senhora de Fátima, o qual foi alvo da intervenção de um projeto urbanístico promovido pela Irmandade.
A residência paroquial ficava do lado direito da fachada e tinha ligação directa ao Templo que foi parcialmente demolida, numa fase posterior. Anexo, do lado oposto, situava-se o antigo cemitério, porém, com a implantação da Republica, a residência e o extenso olival foram vendidos a particulares.
Embora alguns monumentos já estejam desaparecidos, ficam ainda os Cruzeiros do Adro da Igreja  (já referido) e o Cruzeiro junto à Escola Primária (atualmente encerrada).

## Economia
Sameice sempre foi uma Freguesia de forte comércio e toda esta actividade económica resultou no realizar de uma das maiores Feiras da região, nomeadamente, a Feira da Boavista, que acontecia no 3º Sábado de cada mês. A pastorícia, aliada à produção de laticinios; os cereais, que desencadearam um grande número de Azenhas e Moinhos; a recolha e preparação dos pinhões, são outras das atividades que continuam a marcar presença. As culturas do tremoço, do azeite, do linho, entre outros produtos, eram Bens essenciais para o comércio e para a realização desta Feira que atraía pessoas de todas as regiões. Contudo, foi na década de 70 que esta Feira mensal se extinguiu. Houve vários fatores que contribuiram para o desaparecimento deste grande acontecimento, entre eles contam-se a realização da Feira e o Mercado em Seia, que continuam a realizar-se semanalmente.

## Tradições
A Procissão das Cruzes é uma tradição anual de origem remota, era, e ainda é, uma maneira da Igreja Católica comemorar e recordar a descoberta da Santa Cruz, onde a Irmandade está sempre presente. Existem outras Procissões semelhantes noutras paróquias da diocese da Guarda, mas são realizadas na Quaresma, enquanto que a Procissão das Cruzes em Sameice é a única realizada no mês de Maio.
Vários fatores levaram à descoberta da Santa Cruz no reinado do Imperador Romano Constantino, que venceu o chefe dos Pagãos no ano de 312, e foi precisamente nessa Batalha que lhe apareceu uma Cruz no Céu, com a legenda ao seu redor "IN HOC SIGNO VINCES" ( "Por este sinal vencerás").  No ano seguinte, libertou os cristãos e sua mãe, Santa Helena, mandou fazer escavações no Monte Calvário para encontrar a Cruz onde morreu o Salvador.
Foram descobertas 3 Cruzes, mas um milagre fez com que se reconhecesse qual das 3 tinha sustentado o 'preço do resgate' e foi eregido um Templo nesse lugar, no ano de 326, em testemunho de gratidão pelos seus benefícios.
As famílias que possuem uma Cruz em madeira enfeitam-na para a Procissão com flores, ou com verduras, consoante o luto (recente ou leve). Posteriormente são colocadas em pedestrais de granito no Adro da Igreja e passam, assim, a corresponderem às 14 estações da Via Sacra. Também fazem parte desta Procissão, para além da Irmandade, a imagem de Jesus Cristo carregando a Cruz e a imagem que representa o encontro com Nossa Senhora, que é feito na 4ª estação. Estas imagens são utilizadas desde 1955..

## Festividades
Hoje permanecem algumas Festas, nomeadamente:
- A Procissão das Cruzes - 3 de Maio
- Festa de Nossa Srª de Fátima - 3º Domingo de Maio
- Festa de Santo António - 13 de Junho
- Festa do Pinhão e Tremoço - 3, 4 e 5 de Agosto
- Festa de Nossa Senhora da Ajuda - 8 de Setembro
- Romaria ao Cemitério - 2 de Novembro
- A Festa de S. Martinho, o Padroeiro de Sameice - 11 de Novembro

Para mais informações, contacte por favor a União das Juntas de Freguesia de Sameice e Stª Eulália, na Rua dos Paços, nº 3, 6270- 161 Sameice. O telefone é o 238 902 439.